# Lluita canària
La lluita canària és un esport de lluita de les Illes Canàries. Els lluitadors tenen com a objectiu desequilibrar el contrari per a fer-li tocar el terra amb qualsevol part del cos que no siguen les plantes dels peus. Per tal de trencar l'estabilitat de l'oponent, no està permesa la lluita des del terra, com ocorre amb altres modalitats. El seu origen prové dels antics canaris.

## Pràctica
La lluita canària és un esport d'oposició que es fonamenta en l'enfrontament de dos adversaris. Aquests procuren, des d'una posició inicial de bipedestació i agafament a la bocamànega del pantaló, desequilibrar el contrari per a fer-li tocar el terra amb qualsevol part del cos que no siga la planta dels peus. La lluita es desenvolupa dins d'un terreny de joc circular i, normalment, amb un temps límit d'un minut i mig. Per a fer caure l'oponent, s'utilitzen una sèrie de manyes o tècniques (de mans, de peus o combinades), i entre les quals està prohibit el colpeig.
Existeixen diversos sistemes de lluita, com ara tres les dues millors, lluita correguda o tots contra tots. També pot practicar-se en enfrontaments individuals, per pesos, categories o desafiaments. La forma més habitual es l'anomenada tres les dues millors (tres las dos mejores). Aquest sistema es desenvolupa generalment entre dos equips de dotze lluitadors per bàndol, que s'enfronten individualment. Els lluitadors s'enfronten durant tres agarrades, de forma que el perdedor resulta eliminat. Un equip guanya quan ha eliminat tots el lluitadors de l'equip contrari.

## Manyes
En lluita canària, una manya és un moviment o conjunt de moviments que es realitzen amb el fi de fer caure el contrari, sense arribar a colpejar-lo. Per a això, s'hi poden utilitzar les cames, els braços o la resta del cos, sempre que es respecten les regles establides. Les manyes poden dividir-se en tres grups:

### Manyes d'agafament
Són les que consisteixen a agafar alguna part del cos del contrari per a fer-lo caure, ja siga alçant-lo o fent que perda l'equilibri. Exemples d'aquestes manyes són cogida de muslo, cogida de tobillo, cogida de corva, cucharón, sacón, pata de cabra (de aire, de camisa i de sobaco), levantada i cadera.

### Manyes de bloqueig
Són aquelles que consisteixen a blocar el moviment d'alguna part del cos del contrari, tant amb els braços com amb les cames, per a desestabilitzar-lo i portar-lo a l'arena, sense arribar a l'estrangulació o luxació. Alguns exemples són toque por dentro, toque para atrás, toque por fuera, garabato, traspiés, pardelera, burra o atravesada.

### Manyes de desviament
Són aquelles que consisteixen a moure el cos per a desviar l'acció del contrari i, amb la pròpia força d'aquest, desestabilitzar-lo. Alguns exemples són desvío, tronchada, toque por dentro i vacío.